# レインボー・ウォーリア号事件
レインボー・ウォーリア号事件（レインボー・ウォーリアごうじけん）は、1985年7月10日にニュージーランド・オークランドで起こったテロ事件。フランスの情報機関である対外治安総局（DGSE）によってグリーンピースの活動船「レインボー・ウォーリア」が爆破され沈没、死者1名を出した。

レインボー・ウォーリア

## 背景
フランスの独自主義外交は、核武装の整備と維持を要求し、アルジェリアの砂漠の実験場を失った後は南太平洋を実験場としていた。過激なパフォーマンスで知られるグリーンピースは、フランスの核実験に抗議してムルロア環礁へ接近しての抗議活動を展開しており、1985年の実験に際しては、レインボー・ウォーリアを旗艦兼補給艦として、グリーンピース以外のヨットなどもまじえ大規模な船団を組んでの行動計画を実行しようとしていた。
フランスはこれを望まれる円滑な核実験の遂行に対する重大な障害とみなした。実験場への接近だけでも問題だが、それにとどまらず、抗議船団の一部がムルロア環礁への上陸を強行する可能性があり、また当時は冷戦のさなかであり、グリーンピース内部にソ連のスパイがいて、測定機器を船内に持ち込んで実験場に接近し、フランスの核爆弾の情報を得ようとしているという噂が当局では深刻に囁かれていた。
そこでDGSEは、グリーンピースに対する諜報活動を行うことになった。そして、抗議活動を不可能にさせる破壊工作も行われた。

## 経過

### 事件
1985年7月7日にオークランド港へ入港し係留したレインボー・ウォーリアは、現地の反核団体などと交流しながら抗議行動の準備を行った。
これに先駆けて、DGSEのエージェントは空路と海路でニュージーランドに入国しており、やはり空路で入国した作戦指揮官ルイ＝ピエール・ディレのもと観光客に偽装して工作の準備を行っていた。とくに海路で入国したチームは、フランス領ニューカレドニアはヌーメアからヨット「ウベア」を用い、爆弾と必要な装備を持ち込んでいた。ウベアのチームは空路で入国したレジャー旅行中のカップルを装う援護グループと互いに連絡を取り合いながら、海岸沿いにオークランドに接近した。そして海軍の特殊な訓練を受けた潜水活動のエキスパート（第3のチーム。かつてDGSE直属だったフランス海軍特殊部隊「海軍コマンド」のコマンドー・ユベルと言われる）がレインボー・ウォーリアに爆弾を仕掛けた。
しかしこのとき、キャンピング仕様のトヨタ・ハイエースが海からやってきたゾディアックボートの男と接触していたところを、オークランドのボートクラブのメンバーたちに目撃され、すぐにその場を走り去ったが、怪しまれて車のナンバーを控えられた。これが原因で援護チームの2人は逮捕されることになった。
7月10日の23時半すぎにレインボー・ウォーリアで突如爆発が起き、大規模な浸水に見舞われた。船にいた人間は急いで船を降りるか、慌てた者はそのまま海に飛び込んだが、まだ沈むまでには若干の余裕があるように思われたので、何人かが脱出しないで船内に留まり、荷物を持ち出そうとした。しかし最初の爆発からしばらくして2度目の爆発が起きると船は急速に沈み始め、日付が変わるまでには海底に着底。ブリッジと船体前部はかろうじて水面上に残ったものの、船体中部・後部は完全に水没した。これによりグリーンピースのカメラマンであったフェルナンド・ペレイラが死亡した。
翌7月11日、ニュージーランド海軍のダイバーが潜水して船体を調査し、破孔が船体内部に向かって開いていることを確認、テロ工作であることが確定した。爆弾は船体のシャフトの付け根と、機関室の外側に取り付けられていて、船を航行不能にすることに確実を期していた。2つの爆弾を時間差を設けて爆発させたのは、人命の損失をなるべく避けるために船が沈む前に乗員を避難させようとしたからだと考えられている。
同日中にオークランドでは放置されたゾディアックボートが警察に回収されていた。警察が目撃された怪しい車について調べると、フランスから来たというカップルが借りていたレンタカーだということがわかり、警察は返却に来たら直ちに通報するようレンタカー会社に依頼した。案の定、7月12日、オークランド国際空港の営業所に彼らが車を返却しに現れ、通報を受けて駆け付けた警察に身柄を拘束された。こうしてDGSEのエージェント2人はあっさり捕まった。
新婚旅行のためにやって来たフランス系スイス人の夫婦と自分たちを説明したこの2人は、たしかにスイスのパスポートを持っていたが、同国へ照会を依頼した結果、当該人物は存在しないとの報告を受け、パスポート偽造と不法入国の疑いで逮捕された。彼らは実際には以下のような人物であった。
- アラン・チュランジ（本名：アラン・マファール、Alain Mafart）- DGSE少佐
- ソフィー・チュランジ（本名：ドミニク・プリウール、Dominique Prieur） - DGSE大尉

彼らは裁判が始まるまで事件への関与を否認し続け、警察になんの情報も与えなかった。
一方、ニュージーランドを離脱したウベアも怪しまれていて、オーストラリア領ノーフォーク島で乗船者は取り調べを受け、ウベアは船内を捜索された。しかし、すぐに彼らを逮捕しうる材料は見つからなかった。オーストラリアの行政官からすぐに彼らを逮捕するか、解放するかのどちらかを求められたニュージーランド警察は、逮捕を断念。船内の捜索で押収したサンプルからニュージーランド警察の鑑識が爆薬の残留成分を検出したのは、彼らがヌーメアに向けて出港した後であった。
ヌーメアに向かったウベアは結局現れず、行方不明となった。そのためウベアは途上で処分され、乗員は何らかの手段で帰還したと考えられている。同時期にフランス海軍の原子力潜水艦「リュビ」がこの海域で活動したことが明らかにされ、この艦によって回収されたとの説もある。しかし、ヌーメアはフランス領のニューカレドニアなので、わざわざ困難な海上での合流などは行わず、どこか人気のない沿岸に上陸したとも考えられている。作戦指揮官のディレは事件後10日以上ニュージーランド国内に潜伏した後の7月23日、警戒が緩んだところを堂々と空路脱出した。

### 政治交渉
フランス政府は当初事件への関与を全面否定した。しかしエージェント2人が拘束され、ほかにもさまざまな遺留品が発見されて関与の疑いが強まると、フランス国内のメディアからも追及の動きが現れた。そこでフランス政府では8月にベルナール・トリコによる関係者への聞き取り調査が行われた。トリコ報告書はグリーンピースへの諜報活動は認めたが、爆破事件への関与を否定。この報告書はフランス政府への疑念を余計に強める結果に終わった。
9月に入ると、フランス政府が事件について無関係という姿勢を貫くことはもはや困難に思われた。国内では政府に対して、ミッテラン大統領以下は事件の責任関係を明らかにし、任務のために外国で犯罪者として起訴されている忠実なエージェントを救うべく全力を尽くすべきだという意見が強まった。フランスでは事件そのものに対してよりも、政府の事件への関与が明らかになりつつあるのに、責任逃れに終始してエージェントを見殺しにしようとしていることについての批判が強かった。最終的にDGSE局長ピエール・ラコストは解任され、国防大臣シャルル・エルニュも辞任した。9月22日、フランス首相ローラン・ファビウスはテレビ放送でフランス政府の事件への関与を認めた。
11月22日、ニュージーランドでフランスのエージェント2人に対して禁固10年の判決が下された。2人はニュージーランドの検察が起訴内容を殺人から故殺 （Manslaughter）に切り替えたのを受けて起訴事実を承認していた。レインボー・ウォーリアに実際に爆弾を仕掛けたのが誰なのかニュージーランド警察は把握しておらず、殺人罪での審理進行を困難と判断したため、司法取引を行ったと見られているが、フランス政府とニュージーランド政府との間での政治交渉の結果と見る向きも当時から多い。
裁判に前後して、フランスはエージェントの身柄引き渡しを強く求め始めた。もしそれが叶えられないならば、フランスへのニュージーランド産物品の輸入禁止処置を取るのみならず、欧州諸共同体への影響力を行使して西ヨーロッパの市場からニュージーランドを締め出すと威嚇した。一方ニュージーランド首相デビッド・ロンギは、そのような不当な圧力には屈しないという姿勢を示したものの、ニュージーランドは農産物の輸出に経済の大きな部分を頼っている国で、輸入禁止はとても痛かった。また当時ニュージーランドはANZUS危機の真っ最中で、アメリカにも、宗主国イギリスにも冷淡な姿勢をとられて外交的に孤立無援の状態だった。さりとて安易に妥協すれば世論の突き上げを食らうのは必定で、ロンギは国民に一方的譲歩と受け取られない形で、打開策を見つけなければならなかった。
そこでニュージーランドはオランダの仲介のもとにフランスに対して、この件を国連事務総長ハビエル・ペレス・デ・クエヤルの裁定に委ねるのはどうかと提案、フランスもこれを了解した。1986年7月6日に、フランスはニュージーランドに1300万NZドルを支払い、2人は引き取られてフランス領ポリネシアにあるトゥアモトゥ諸島ハオ環礁の施設に3年のあいだ居続けるという裁定内容が決定され、7月9日に両国は書簡を交わしてこの決定を承諾し遵守するという協定を結んだ。
ところがはやくも1987年12月にはマファールが健康問題を理由に帰国、1988年5月にはプリウールが同様に帰国した。しかもプリウールは妊娠しており、彼女は国から夫と過ごす時間を与えられていたこともわかった。ニュージーランド政府は2人をハオへ戻すことを強く要求したが、フランスはこれを拒否、あらためて事務総長による仲介裁判所が設けられた。1990年に、フランスの協定遵守義務違反を認定するものの、実際に2人を島に戻すのには及ばないとし、フランスがニュージーランドに追加の支払いをするということで一応は落ち着いた。これは国家間の係争解決の事例として国際法の分野でしばしば引き合いに出されるものである。

## その他
- あらゆる諜報作戦の例にもれず、この事件においてもエージェントや作戦の詳細については不明な点が多い。そのなかでも、第3のチームというものがはたして居たのかどうか長年議論されてきた。警察に逮捕された援護チームと、ウベア号のチームのほかに、爆弾を仕掛けるために別のチームが居たのではないかという説である。この説を採らない場合はウベア号のチームが爆弾を仕掛ける役目も負っていたとする。ところがずっと後になってラコストが述べたところによれば、やはり第3のチームは存在していて、彼らがレインボー・ウォーリア号に爆弾を仕掛けたということである。彼らは事件のあとしばらく潜伏して捜査をやり過ごし、しかるのち脱出に成功したという。
- ミッテラン大統領がこの事件について承認なり指示なりを与えていたかどうかが、またひとつの長い議論として存在している。事件の20周年にあたる2005年7月10日にル・モンド紙は、ラコストが1986年に書いた直筆のペーパーを根拠として、当時ラコストがミッテランの承認を受けていたという内容の記事を発表した。このペーパーは第一次コアビタシオン成立後にジャック・シラク首相の意向でアンドレ・ジロー国防相から事件について報告を求められた際に書かれたものという。
- 2015年、機雷装着を実行したチームの元諜報部員が、フランスのインターネット新聞のインタビューに応じ、死亡したカメラマンの遺族とニュージーランド国民に対し謝罪を行っている。又、真偽不明とされていたセゴレーヌ・ロワイヤルの弟ジェラール・ロワイヤルはDGSEの将校で、この事件に関わっていたという説も裏付けられた。[1]。